# Maltesers

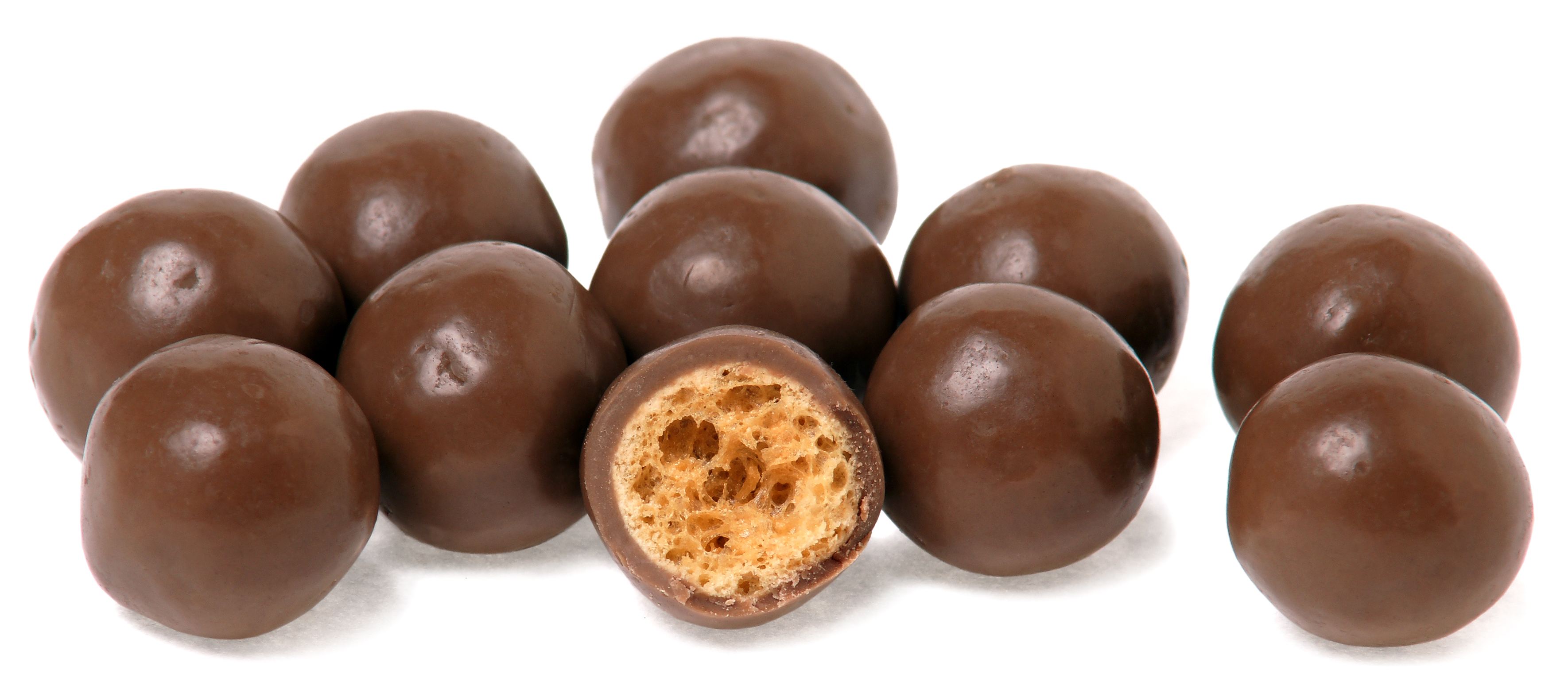
Maltesers.

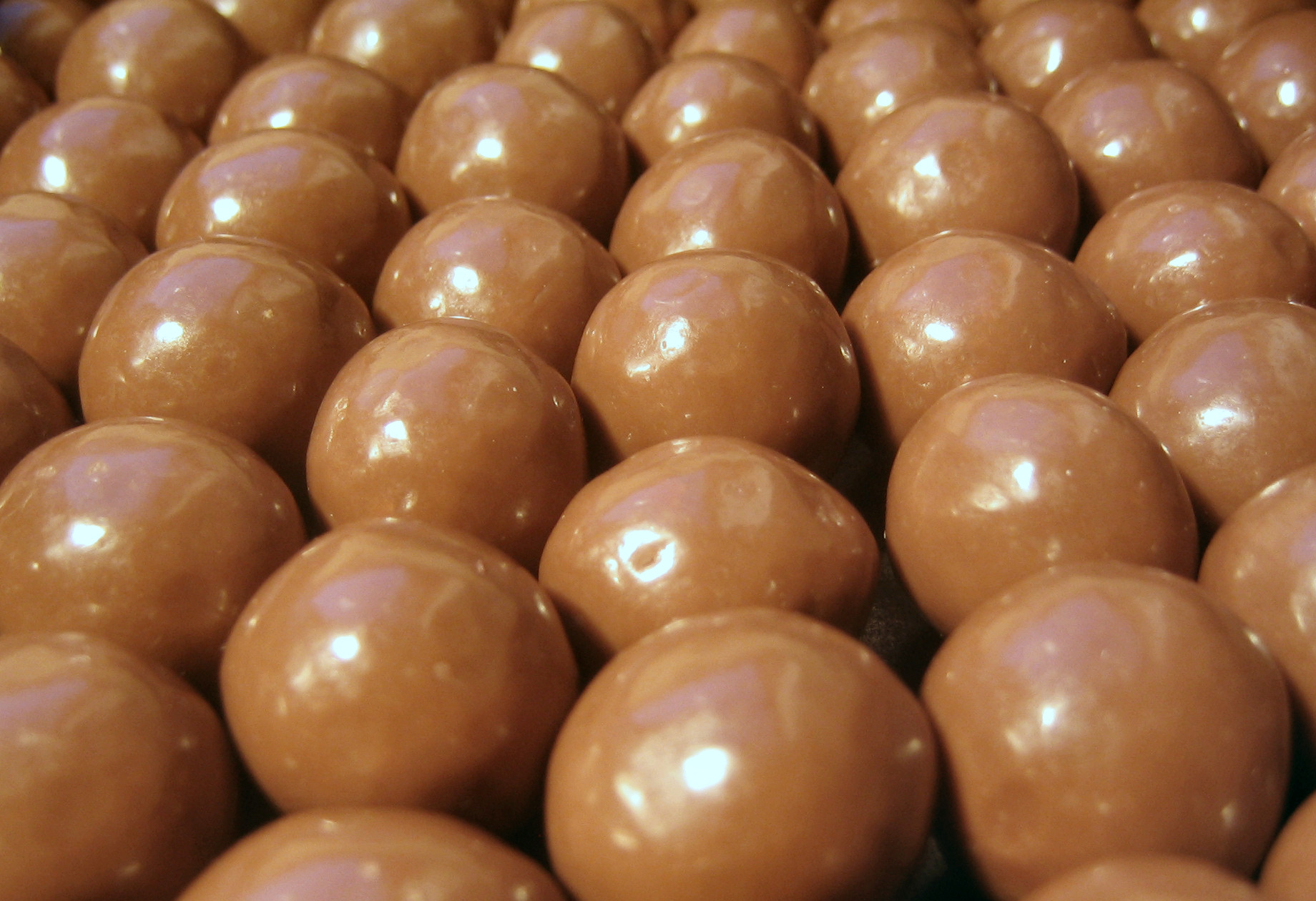
Maltesers.

Maltesers is een snoepgoed dat geproduceerd wordt door Mars Incorporated. De snoepjes hebben een kern van mout met daar omheen een laagje chocolade. Het product wordt verkocht in verschillende verpakkingseenheden, zoals (uitdeel)zakjes, kartonnen dozen en plastic emmers. In de winkels van grotere snoepketens wordt het soms ook los verkocht.

## Geschiedenis
Maltesers zijn al in 1936 bedacht door Forrest Mars Sr. en werden aanvankelijk "Energy Balls" genoemd. De huidige naam is een neologisme van de woorden malt (Engels voor mout) en teasers (Engels voor plaaggeesten).
De huidige slagzin van Maltesers is The lighter way to enjoy chocolate. Eerdere slagzinnen waren onder andere The sweet with the less-fattening centre, No ordinary chocolate en Nothing pleases like Maltesers.
In 2022 werden "Maltesers Dark" op de markt gebracht, een minder zoete variant van Maltesers op basis van pure chocolade.

## Consumenteninformatie
- In de jaren 1930 werd in advertenties vermeld dat Maltesers konden helpen bij het afvallen.[3]
- In 2007 werd mogelijk rubber aangetroffen in Maltesers. Dit heeft geen gevolgen gehad voor de volksgezondheid.[4]

## Trivia
- In bioscopen worden Maltesers vaak gegeten als alternatief voor popcorn.
- Maltesers zijn het favoriete snoepgoed van Jimmy Wales, de mede-oprichter van Wikipedia.[5]
- Maltesers zijn ook beschikbaar als chocoladereep. Dit product wordt als Teasers op de markt gebracht.